# Simulacro della Madonna dello schiavo

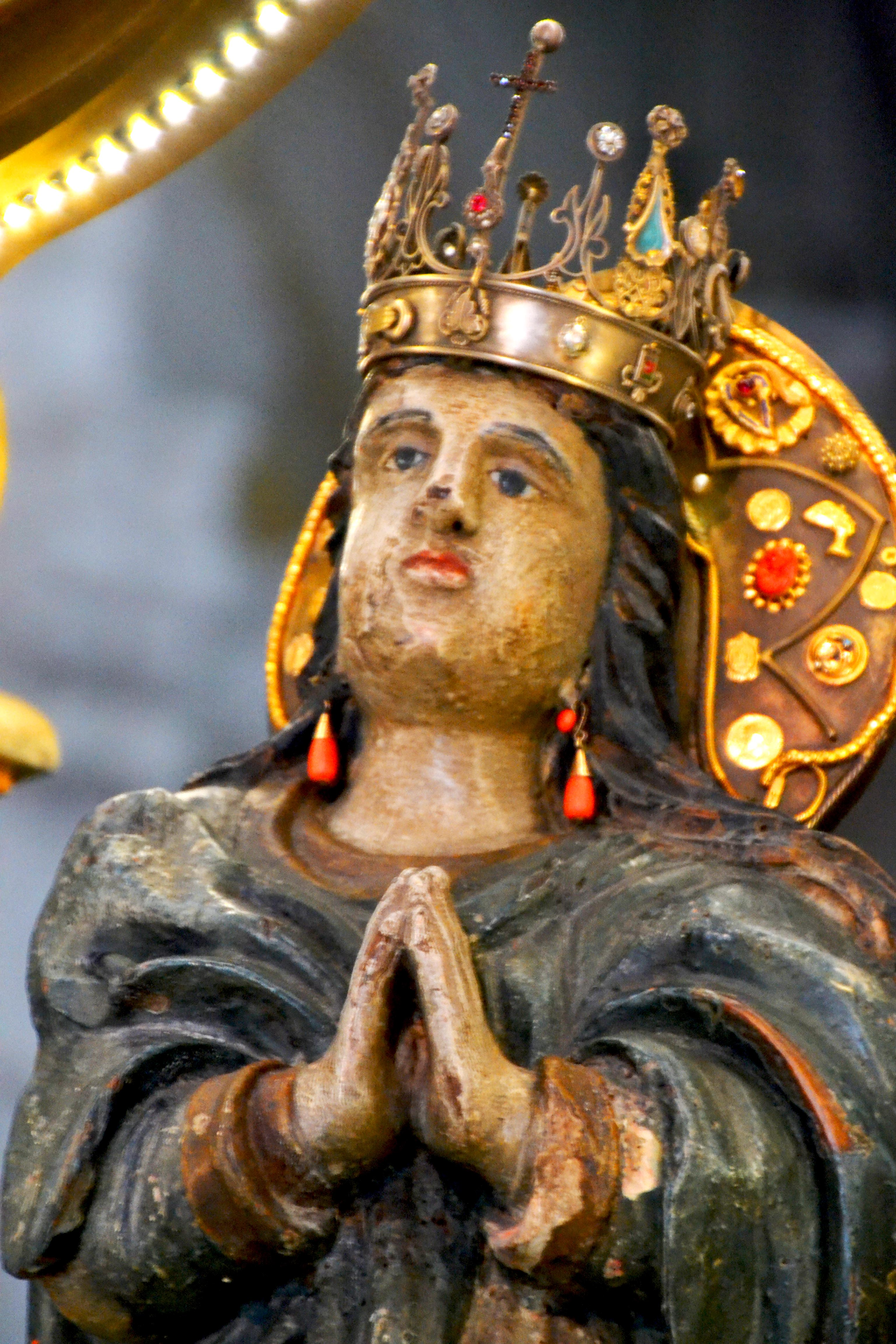
Simulacro della Madonna dello Schiavo venerata in Carloforte

La Madonna dello schiavo è il titolo con il quale si venera il simulacro della Vergine Immacolata, custodito, nell'Oratorio omonimo, sito nel centro storico di Carloforte, nell'isola di San Pietro in Sardegna.

## Descrizione
Il simulacro, in legno scuro, che rappresenta l'Immacolata Concezione di Maria, è presumibilmente la polena di una nave cristiana. Esso fu rinvenuto dallo schiavo carolino Nicola Moretto la mattina del 15 novembre 1800 in un giardino di Nabeul in Tunisia, a qualche distanza dal mare.

## Storia
Parte della comunità tabarchina si trasferì nel 1738 sull'isola di San Pietro. Qua il 3 settembre del 1798, alle prime luci del mattino, tre navi corsare tunisine sbarcarono sull’isola, con una feroce incursione più della metà dalla popolazione, quasi un migliaio di abitanti furono catturati e tenuti schiavi a Tunisi. Durante questo periodo uno dei carlofortini catturati, Nicola Moretto, un giovane che si era fatto volere bene dal suo padrone e poteva quindi godere di una certa libertà, il 15 novembre del 1800 rinvenne in un giardino di Nabeul, vicino a Tunisi, una statua lignea che rappresentante la Vergine Immacolata, sicuramente la polena di una nave. Il giovane la nascose nel suo mantello e la portò a casa mostrandola ad altri, e chiese al suo padrone se potesse conservare la statua e così avvenne. L'immagine venne poi consegnata a Don Nicolò Segni, sacerdote che aveva seguito gli schiavi in prigionia.
Questa immagine portò conforto e costituì simbolo di coesione, dando origine al culto della "Madonna dello Schiavo" quale protettrice degli schiavi carolini. Successivamente gli schiavi furono liberati nel 1803. Al momento della liberazione la piccola statua della Madonna fu portata anch'essa a Carloforte e per accoglierla fu costruita l'omonima chiesa della "Madonna dello Schiavo".
Per lungo tempo dopo la liberazione, gli schiavi, celebravano il 2 Settembre con una solenne processione, l’anniversario dell’incursione. Don Gabriele Pagani ne fissò in seguito le celebrazioni il 15 Novembre anniversario del ritrovamento.

## Culto
La festa patronale, preceduta da una solenne novena, ricorre ogni anno il 15 novembre. I festeggiamenti, di stretto carattere religioso, culminano la sera del giorno 15 con una solenne processione. Numerosi i prelati che hanno partecipato ai festeggiamenti: fra gli altri, il cardinale Dionigi Tettamanzi, il cardinale Giovanni Battista Re e il cardinale Leonardo Sandri. Il 15 novembre 2014 ricorre il cinquantesimo anniversario dell'incoronazione del simulacro, avvenuta il 15 novembre 1964. Il cardinale Angelo Comastri presiede le solenni celebrazioni dell'anniversario.
In occasione del 250º anniversario della fondazione di Carloforte (1988) sono stati portati da Tabarca i resti mortali di uno schiavo (ignoto) a rappresentare i 117 deceduti in schiavitù, e sono stati tumulati in una nicchia ricavata nella chiesina a destra entrando

### Preghiera
Alla Madonna dello Schiavo è stata dedicata una preghiera che viene recitata ogni giorno al termine della Santa Messa:
e li conduceste poi alla patria desiderata,

Dhe! piegate benigna lo sguardo su noi che siamo i vostri figli.
Guardate o Celeste patrona,

la mollezza dei costumi tiene schiavi i nostri cuori,

l’ignoranza delle menti tiene schiave le nostre intelligenze.
Siateci Voi, ancora una volta, spirituale conforto,

toglieteci da questa orribile schiavitù spirituale, 

fateci convinti che questa schiavitù dell’anima è eternamente dannosa

e otteneteci la libertà dei figli di Dio

Quella libertà 
che è pegno sicuro della patria eterna il paradiso.
Noi Vi proponiamo che seguiremo la luce che emana da Voi

che obbediremo alle Vostre celesti ispirazioni.
Amen»